# Imtech
Imtech N.V. este o companie de inginerie din Țările de Jos.
Este listată la bursa din Amsterdam iar în anul 2009 avea 22.500 de salariați și venituri anuale de 3,8 miliarde euro.
Imtech asigură pachete de servicii tehnice, cuprinzând instalații electrice, de climatizare și condiționare a aerului, control, automatizări, energie.
Soluțiile grupului sunt utilizate în domenii diverse, de la construcții în sectorul utilităților publice, la sănătate, comunicații, industrie și mediu.
Cifra de afaceri a Imtech a fost de 2,1 miliarde de euro în anul 2003.

## Imtech în România
În octombrie 2009, Imtech a achiziționat firma de inginerie Arconi Grup din București într-o tranzacție estimată la 4-15 milioane euro.
În septembrie 2011, Imtech a achiziționat firma Sapphir IT& Management Consulting care oferă servicii de consultanță pentru sistemele SAP.